# Alatage Mountain 003
Altage Mountain 003 (AM 003) – meteoryt kamienny należący do chondrytów oliwinowo-hiperstenowych L 5, znaleziony 1 maja 2013 roku w regionie autonomicznym  Sinciang w Chinach. Meteoryt Altage Mountain 003 to okaz o masie 41,7 g i jest jednym czterdziestu dwóch meteorytów znalezionych  na pustyni Gobi w czasie ekspedycji zorganizowanej między 30 kwietnia a 1 maja. 